# Molophilus guatemalensis
Molophilus guatemalensis är en tvåvingeart som beskrevs av Alexander 1913. Molophilus guatemalensis ingår i släktet Molophilus och familjen småharkrankar.
Artens utbredningsområde är Guatemala. Inga underarter finns listade i Catalogue of Life.